# Timoteij
Timoteij er en svensk popgruppe. Timoteij deltog i Melodifestivalen 2010 med sangen "Kom" og kom videre til finalen i Globen, Stockholm.

## Medlemmer

### 2008–2016
- Cecilia Kallin (født 4. december 1991 i Falköping) – guitar, sang
- Bodil Bergström (født 20. juni 1991 i Skara) – harmonika, sang
- Elina Thorsell (født 27. april 1991 i Skövde) – fløjte, sang

### 2008–2014
- Johanna Pettersson (født 31. maj 1991 i Tibro) – violin, sang